# Zenreach
Adentro, ранее Zenreach, — американская технологическая компания, базирующаяся в Сан-Франциско. Предоставляет маркетинговую платформу, используемую предприятиями, которая сочетается с гостевым Wi-Fi предприятия, чтобы обеспечить видимость поведения клиентов при посещении физического объекта предприятия. Эти данные используются для создания профилей клиентов, отслеживания последующих посещений и показа целевой рекламы. Zenreach был переименован в Adentro в 2021 году, чтобы более прямо обозначить свою работу с клиентами.

## История
Компания Adentro была основана в 2012 году в Сан-Франциско, штат Калифорния. Первоначально он был частью стартап-инкубатора Atomic Labs. Компания оставалась в скрытом режиме до июля 2016 года. В то время было объявлено, что она привлекла 30 миллионов долларов в рамках раунда финансирования серии B, возглавляемого Фондом основателей Питера Тиля. Тиль также вошел в совет директоров в рамках сделки. Прежде чем выйти из скрытности, Adentro привлекла 20 миллионов долларов в двух раундах финансирования под руководством таких инвесторов, как Formation 8, Bain Capital Ventures, First Round Capital, SV Angel и Felicis Ventures.
В марте 2017 года компания привлекла дополнительные 30 миллионов долларов в рамках раунда финансирования серии C, возглавляемого Maverick Ventures и несколькими предыдущими инвесторами. Актёр Эштон Катчер и игрок НБА Кевин Дюрант также внесли свой вклад.
В марте 2018 года Джек Абрахам ушел с поста генерального директора и стал исполнительным председателем.

## Услуги
Adentro производит маркетинговую платформу SaaS, используемую предприятиями с физическим местоположением. Когда клиенты этих предприятий получают доступ к бесплатному Wi-Fi, их просят предоставить адрес электронной почты или другую форму контактной информации. Adentro использует эту информацию для создания профиля клиента, отслеживания истории посещений и показа целевой рекламы.